# Chassenay
Chassenay is een Franse plaats in de gemeente Arnay-le-Duc (departement Côte-d'Or) op 3 km van de dorpskern gelegen aan de D981 (vroeger N81).

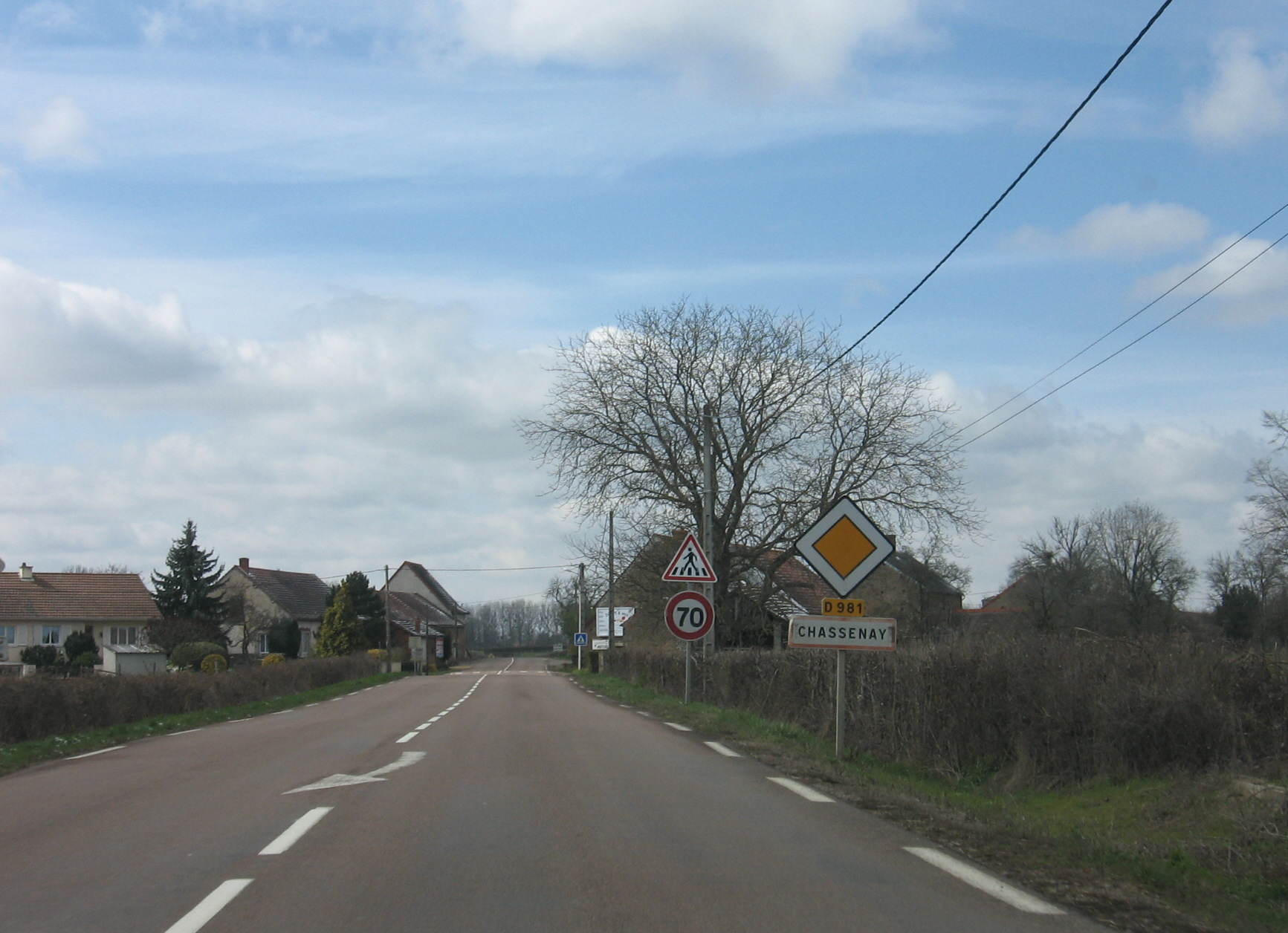
Chassenay